# 이피게네이아 (영화)
《이피게네이아》(그리스어: Ιφιγένεια)는 미카엘 카코야니스가 감독한 1977년 그리스 영화로, 아가멤논과 클리타임네스트라의 딸이자 아르테미스에게 인신공희될 운명에 처하는 이피게네이아의 그리스 신화를 원작으로 하였다. 카코야니스의 "그리스 비극" 3부작(1962년 《엘렉트라》와 1971년 《트로이아 여인들》의 후속)의 세 번째로, 그가 무대 프로덕션한 에우리피데스의 연극 《아울리스의 이피게네이아》를 영화로 각색하였다. 영화에는 타티아나 파파모스코우가 이피게네이아 역, 코스타스 카자코스가 아가멤논 역, 전설적인 배우 이레네 파파스가 클리타임네스트라 역으로 출연하였다. 영화의 음악은 미키스 테오도라키스가 작곡하였다.
《이피게네이아》는 아카데미 외국어영화상 후보에 올랐다. 또한, 1977년 칸 영화제에서 황금종려상 후보에 올랐다. 《이피게네이아》는 1978년 벨지언 페미나 어워드를 수상하였다. 1977년 테살로니티 국제 영화제에서 작품상을 수상하였으며, 타티아나 파파모스코우는 이피게네이아 역으로 여우주연상을 수상하였다.

## 출연진
- 이레네 파파스: 클리타임네스트라 역
- 타티아나 파파모스코우: 이피게네이아 역
- 코스타스 카자코스: 아가멤논 역
- 코스타스 카라스: 메넬라오스 역
- 크리스토스 트사카가스: 오디세우스 역
- 파노스 미할로풀로스: 아킬레우스 역
- 디미트리 아로니스: 칼카스 역

## 같이 보기
- 이피게네이아
- 《아울리스의 이피게네이아》
- 《타우리케의 이피게네이아》
- 사극 영화 목록
- 대중문화의 그리스 신화